# 8959 Oenanthe
8959 Oenanthe è un asteroide della fascia principale. Scoperto nel 1960, presenta un'orbita caratterizzata da un semiasse maggiore pari a 2,3043581 UA e da un'eccentricità di 0,2061829, inclinata di 2,13166° rispetto all'eclittica.
Il suo nome fa riferimento al genere di uccelli oenanthe.